# Globales Uranfördermaximum
Als Globales Uranfördermaximum wird umgangssprachlich ein angenommener Zeitpunkt bezeichnet, zu dem die weltweite Uranförderung ihr Maximum erreicht und anschließend dauerhaft zurückgeht. Ob und wann dieses Maximum erreicht wird oder wurde, ist Gegenstand kontroverser Diskussionen.

## Prognose
Verschiedene Studien und Interessenverbände geben sehr unterschiedliche Zeitpunkte (Jahre) für das Fördermaximum an:
- Bereits 1980 (sehr frühe und teils spekulative Modelle)[1]
- 2015 laut Dittmar: Einfache bergbauliche Modelle prognostizierten um das Jahr 2015 ein globales Fördermaximum von etwa 58 000 tU (± 4 000 tU), gefolgt von einem kontinuierlichen Rückgang[2]
- 2030: Viel genannte Schätzung großer Energieverbände[3]
- 2075: Langfristige Projektionen unter Annahme massiv steigender Entdeckungs- und Erschließungskosten[4]
- Frühestens in 240 Jahren nach sehr zurückhaltenden Ressourcenstudien[5]

Gemäß den Daten der World Nuclear Association (WNA) wurde das globale Fördermaximum in dem Jahr 2016 bei rund 59 000 tU erreicht und die Förderung sinkt seitdem leicht ab.

## Uranreserven und -produktion

### Bekannte Reserven

Pie-Chart bekannter förderbare Uran-Ressourcen aufgeteilt in Länder und Tonnen Uran. Stand 2011.

- Ende 2022 lagen die identified recoverable resources (nach dem OECD NEA "Red Book") bei 7,93 Mio. tU (zu Kosten bis 260 USD/kg U)[7][8].
- Zu $130 USD/kg U sind 5,93 Mio. tU als wirtschaftlich gewinnbar eingestuft[9].
- Darüber hinaus existieren erhebliche unkonventionelle Ressourcen (Phosphatgestein, Öl- und Gasnebenprodukte) von zusammen bis zu 9–22 Mio. tU, bislang aber nur {\displaystyle \approx } 20 000 tU gewonnen[10].

### Weltweite Produktion
| Jahr | Produktion (tU)           |
| ---- | ------------------------- |
| 2016 | 59 000                    |
| 2022 | 48 436                    |
| 2023 | 51 600 (U3O8 ≙ 51,6 M lb) |

- Führende Förderländer 2022: Kasachstan (43 %), Kanada (15 %), Namibia (11 %)[14].

## Sekundärquellen und Recycling
- Militärisches Uran: Zwischen 1993 und 2013 wurden rund 15.000 t Uran aus russischen Kernwaffen im Megatons-to-Megawatts-Programm auf den zivilen Markt gebracht.[15]
- Wiederaufarbeitung und Sekundärquellen (z. B. verbrauchte Brennelemente) decken aktuell ca. 20 % des Bedarfs, können aber nicht unbegrenzt skaliert werden[16].

## Investitionen und Ausblick
Angesichts des erwarteten Nachfrageanstiegs für die Klimaziele bis 2050 warnen NEA und IAEA in ihrem neuesten Red Book vor einer Unterdeckung bis in die 2080er Jahre, falls nicht deutlich mehr in Exploration und Bergbau investiert wird.
Die Produktionsdefizite könnten 2025 bereits 7 % der Nachfrage erreichen, wenn derzeit geplante Projekte nicht zügig realisiert werden.

### Standardwerke
- Franz J. Dahlkamp (Hrsg.): Uranium Deposits of the World: Asia. Springer Berlin Heidelberg, Berlin, Heidelberg 2009, ISBN 978-3-540-78557-6, doi:10.1007/978-3-540-78558-3.
- Franz J. Dahlkamp (Hrsg.): Uranium Deposits of the World: USA and Latin America. Springer Berlin Heidelberg, Berlin, Heidelberg 2010, ISBN 978-3-540-78555-2, doi:10.1007/978-3-540-78943-7.
- Franz J. Dahlkamp: Uranium Deposits of the World: Europe. Springer Berlin Heidelberg, Berlin, Heidelberg 2016, ISBN 978-3-540-78553-8, doi:10.1007/978-3-540-78554-5.

### Fachliteratur
- IAEA: Analysis of Uranium Supply to 2050 (= Division of Scientific and Technical Information. Band 1104). International Atomic Energy Agency, Vienna 2001, ISBN 92-0-100401-X (englisch, iaea.org).
- J. Stephen Herring: Uranium and Thorium Resources. In: Nicholas Tsoulfanidis (Hrsg.): Nuclear Energy. Springer New York, New York, NY 2018, ISBN 978-1-4939-6617-2, S. 165–185, doi:10.1007/978-1-4939-6618-9_21 (englisch).
- Roger F. Robison: Mining and Selling Radium and Uranium. Springer International Publishing, Cham 2015, ISBN 978-3-319-11829-1, doi:10.1007/978-3-319-11830-7 (englisch).

### Ältere Literatur
- Peter Lloyd Jones: The Uranium Market. In: The Economics of Nuclear Power Programmes in the United Kingdom. Palgrave Macmillan UK, London 1984, ISBN 1-349-06776-8, S. 28–45, doi:10.1007/978-1-349-06774-9_3 (englisch).